# Coalport
Coalport és una població dels Estats Units a l'estat de Pennsilvània. Segons el cens del 2000 tenia 490 habitants.

## Demografia
Segons el cens del 2000, Coalport tenia 490 habitants, 223 habitatges, i 132 famílies. La densitat de població era de 497,9 habitants per quilòmetre quadrat.
Dels 223 habitatges en un 21,1% hi vivien nens de menys de 18 anys, en un 45,7% hi vivien parelles casades, en un 9% dones solteres, i en un 40,8% no eren unitats familiars. En el 36,8% dels habitatges hi vivien persones soles el 15,7% de les quals corresponia a persones de 65 anys o més que vivien soles. El nombre mitjà de persones vivint en cada habitatge era de 2,2 i el nombre mitjà de persones que vivien en cada família era de 2,89.
Per edats la població es repartia de la següent manera: un 19% tenia menys de 18 anys, un 9,4% entre 18 i 24, un 27,6% entre 25 i 44, un 25,3% de 45 a 60 i un 18,8% 65 anys o més.
L'edat mediana era de 42 anys. Per cada 100 dones de 18 o més anys hi havia 93,7 homes.
La renda mediana per habitatge era de 26.528 $ i la renda mediana per família de 40.833 $. Els homes tenien una renda mediana de 28.438 $ mentre que les dones 20.313 $. La renda per capita de la població era de 16.232 $. Entorn del 12,1% de les famílies i el 15,6% de la població estaven per davall del llindar de pobresa.

## Poblacions més properes
El següent diagrama mostra les poblacions més properes.